# Desa Sidodadi (administrativ by i Indonesien, Jawa Timur, lat -7,95, long 114,40)
Desa Sidodadi är en administrativ by i Indonesien.   Den ligger i provinsen Jawa Timur, i den sydvästra delen av landet, 900 km öster om huvudstaden Jakarta.